# Esporte fantasy

Esporte fantasy, também conhecido fantasy game (do inglês, fantasy sports) é um tipo de jogo online onde os participantes escalam equipes imaginárias ou virtuais de jogadores reais de um esporte profissional. Essas equipes competem com base no desempenho estatístico dos jogadores escalados nas partidas reais. Este desempenho é convertido em pontos que são compilados e totalizados de acordo com as regras estabelecidas pelo site organizador do Fantasy. O time que totalizar o maior número de pontos configura-se como vencedor ou campeão, de acordo com a forma de disputa do jogo.
Jogos dessa natureza permitem aos donos dos times operações de troca, compra e venda de jogadores, tal e qual na vida real, respeitando as regras determinadas pelo site do Teto Salarial que se dispõe para escalar sua equipe.

## O jogo
Os dois estilos de jogo mais jogados dentro do Esporte Fantasy são o Season Long (ou sistema de draft, jogado durante toda a temporada), onde se deve jogar a temporada toda escalando sua equipe em todas as rodadas, valorizando seus jogadores e somando pontos para que apenas ao final do campeonato tenhamos o grande campeão da disputa e esse receba seu prêmio, e o Daily Fantasy Sport (DFS, jogado por rodada) onde você tem liberdade para jogar apenas a rodada de um determinado Fantasy que você quiser, ou seja, se você não escalar seu time em uma determinada rodada da competição você não perde e o campeão e vencedor dos prêmios são determinados ao final de cada rodada.
As vantagens de se jogar por rodada comparadas ao jogo de temporada são muitas dadas as condições atuais da maioria dos fãs de esporte. Muitos não têm tempo ou simplesmente se esquecem de escalar seus times antes de cada rodada e isso faz com que você fique para trás no Fantasy. Isso não acontece no sistema de jogo por rodada, já que a cada rodada da competição temos um vencedor e na próxima rodada todos os jogadores competem em igualdade de condições e o que irá determinar o vencedor é a habilidade de analisar e escalar os melhores jogadores para aquela rodada.

## História

### O princípio de tudo
O conceito de escolher jogadores e disputar um concurso com base em suas estatísticas obtidas em jogos reais teve início logo após a Segunda Guerra Mundial. Um dos primeiros relatos publicados de Esporte Fantasy envolveu o empresário do Oakland Raiders, Wilfred "Bill" Winkenbach, que inventou o Fantasy de Golf no final dos anos 50. Cada jogador selecionou uma equipe de golfistas profissionais e a pessoa com o menor total combinado de tacadas no final do torneio ganharia. Em Oakland, em 1962, Winkenbach formou a primeira liga de Fantasy de Futebol Americano, chamada “Greater Oakland Professional Pigskin Prognosticators League” (GOPPPL), com oito equipes. George Blanda foi o primeiro jogador a ser selecionado no Fantasy em 1963.
A primeira liga de Fantasy Baseball que se tem notícias começou em Boston em 1960. O sociólogo William Gamson, da universidade de Harvard, começou o "Seminário do Baseball" onde os colegas formariam listas de jogadores que ganhariam pontos na posição final dos jogadores na média de rebatidas e vitórias. Gamson trouxe a ideia com ele mais tarde à universidade de Michigan, onde alguns professores jogaram o jogo.

### Fundação moderna da “Rotisserie”
Um avanço importante no Esporte Fantasy veio com a criação da “Rotisserie League Baseball” em 1980.  O escritor e editor Daniel Okrent leva o crédito como sendo inventor desse sistema. O nome “rotisserie” vem de um restaurante em Nova York chamado “La Rotisserie Francaise” onde ele e alguns amigos costumavam se encontrar e jogar. A inovação do jogo era que os donos de uma equipe de Rotisserie (Esporte Fantasy) escalariam equipes da lista de jogadores ativos da Major League Baseball e seguiriam suas estatísticas durante a temporada em curso para compilar suas pontuações. Em outras palavras, ao invés de executar simulações realistas usando estatísticas para estações cujos resultados já eram conhecidos, os proprietários teriam de fazer previsões semelhantes sobre o tempo de jogo dos jogadores, a saúde e o desempenho esperado que os verdadeiros gerentes de baseball devem fazer.
Como Okrent era um membro da mídia, outros jornalistas, especialmente jornalistas esportivos, foram apresentados ao jogo. Muitos jogadores foram introduzidos ao jogo por estes jornalistas esportivos. Com isso muitos escritores do baseball escreveram colunas e artigos sobre a liga da Rotisserie. Um artigo de 8 de julho de 2018 publicado no jornal The New York Times intitulado "O que George Steinbrenner é para a Liga Americana, Lee Eisenberg é para a Liga Rotisserie" desencadeou uma tempestade dentro da mídia esportiva americana que levou a histórias sobre a liga na CBS TV e outras publicações.
Em março de 1981, Dan Okrent escreveu um ensaio sobre a Rotisserie League para Inside Sports chamado "O Ano em que George Foster não valeu $ 36." O artigo incluiu as regras do jogo. Os fundadores da liga original do Rotisserie publicaram um livro guia de como jogar em 1984 e foi uma febre dentro do solo americano. codigo 7777777

### Crescimento e o jogo antes do surgimento da Internet
Poucos anos depois que Okrent ajudou a popularizar o Fantasy de baseball, uma série de especialistas e empresas surgiram para atender o crescimento desse hobby. Okrent, com base em discussões com colegas no USA Today, credita grande parte do sucesso da “Rotisserie League Baseball” ao USA Today, já que a publicação forneceu as pontuações necessárias muito mais detalhadas do que a maioria dos concorrentes e até criou um jornal especial, o Baseball Weekly, que quase exclusivamente continha estatísticas e scouts do desempenho dos jogadores.
O Fantasy de Futebol Americano também experimentou novos negócios e um crescimento. O “Fantasy Football Index” tornou-se o primeiro guia anual de Fantasy Football em 1987. A Fantasy Sports Magazine estreou em 1989 como a primeira publicação regular cobrindo mais de um Esporte Fantasy. A revista Fantasy Football Weekly, lançada em 1992 (mais tarde se tornou Fanball.com) e atingiu na época $ 2 milhões em vendas. Um grande número de empresas surgiu para computar as estatísticas e pontos dos Fantasys e enviar via fax para os organizadores.
Em 1993, o USA Today incluiu um colunista semanal de Fantasy Baseball, John Hunt, e ele se tornou o escritor mais visível na indústria antes da ascensão da Internet. Hunt iniciou a primeira liga de especialistas de alto nível, a “League of Alternate Baseball Reality”, que incluiu notáveis como Peter Gammons, Keith Olbermann e Bill James. O passatempo continuou a crescer com algo entre 1 à 3 milhões de jogadores nos anos 90.

### Tempos modernos e o surgimento da Internet
Um fator importante no crescimento do Esporte Fantasy foi a ascensão da Internet e a popularização dos computadores pessoais em meados da década de 1990. A nova tecnologia reduziu a barreira de entrada no hobby, já que as estatísticas poderiam ser rapidamente transmitidas via online e as notícias e informações ficaram prontamente disponíveis. Com isso as empresas de Fantasy Sport começaram a migrar para a Internet em meados da década de 1990. Em 1997, dois desses sites que estrearam foram Commissioner e o RotoNews.
O Commmissioner, lançado em 1 de janeiro de 1997, foi o primeiro site a oferecer estatísticas em tempo real, quadros de mensagens da liga, atualizando diariamente as pontuações e outros recursos. O Commissioner foi vendido à SportsLine no final de 1999 por US$ 31 milhões em dinheiro e ações. A venda provou que os Esporte Fantasy deixaram de ser um mero passatempo e se tornaram um grande negócio. Em 2003, o Commissioner ajudou a SportsLine a gerar US $ 11 milhões com receitas advindas do Esporte Fantasy.
O RotoNews também foi lançado em janeiro de 1997 e publicou sua primeira nota de jogadores em 16 de fevereiro de 1997. RotoNews adicionou valor aos jogadores de Esporte Fantasy criando as notas de jogador, que eram trechos de informação mostrando o status do jogador para a próxima partida, se ele machucou, trocou de time, ia começar como titular ou reserva entre outros. Nos dois anos subsequentes ao seu lançamento o RotoNews havia se tornado um dos dez sites de esportes mais acessados na web, de acordo com a Media Metrix, colocando-o a frente de sites como NBA.com. RotoNews.com foi vendido para Broadband Sports em 1999 e mais tarde sobreviveu como RotoWire.com.
O crescimento da receita com Esporte Fantasy atraiu players de maior peso na mídia esportiva. O site Yahoo! adicionou Esporte Fantasy em 1999 à sua plataforma e ofereceu a maioria de seus jogos de graça - um modelo de negócio largamente novo para Esporte Fantasy. Hoje em dia o Yahoo! Fantasy Sports é o provedor oficial do Fantasy da NBA.
Um levantamento precoce do mercado de Esportes Fantasy nos Estados Unidos em 1999 mostrou que 29,6 milhões de pessoas de 18 anos ou mais jogavam alguma modalidade de Fantasy Sport. E com esse crescimento tanto em fornecedores dos Fantasy como em jogadores fez com que em 1998 surgisse uma associação para regulamentar o mercado de Fantasy Sports chamada “Fantasy Sports Trade Association” (FSTA).

### A Nova Era o boom com o surgimento do Daily Fantasy Sports (jogado por rodada)
Em 2002, a NFL descobriu em uma pesquisa que o telespectador comum passou 6,6 horas por semana assistindo a NFL na TV enquanto os jogadores de Fantasy que participaram da pesquisa disseram que assistiram 8,4 horas de NFL por semana. "Esta foi a primeira vez que conseguimos demonstrar especificamente que o jogo de Fantasy faz com que a audiências dos jogos na TV aumente", disse Chris Russo, vice-presidente sênior da NFL. A NFL começou a publicar anúncios de televisão promocionais para o Fantasy de Football com jogadores atuais pela primeira vez. Anteriormente os Esportes Fantasy eram vistos como negativos pelas principais ligas esportivas dos EUA.
Os esportes da fantasia continuaram a crescer durante os próximos anos. Uma pesquisa da FSTA em 2003 mostra 15 milhões de pessoas que jogam Fantasy Football e que gastam aproximadamente $ 150 por o ano na média, fazendo uma indústria de $ 1.5 bilhões.
Enquanto os Esportes Fantasy foram alimentados pela era .com com a popularização da Internet, chegou um período em que aconteceu o boom da indústria com o surgimento de uma variante do jogo que se tornou na modalidade mais jogada nos dias atuais de Esporte Fantasy, o Daily Fantasy Sport (jogado por rodada).
Daily Fantasy Sports, uma variante acelerada do conceito, começou a experimentar um grande aumento em 2014 e 2015. Esportes Fantasy jogados por rodada são jogados em períodos mais curtos de tempo, como uma única semana (ou fim de semana, ou apenas um dia) de uma rodada de um esporte, ao invés de uma temporada inteira. Fantasy Sport jogado por rodada normalmente são jogados como "torneios" sujeitos a uma taxa de entrada, que financia um acumulado de prêmios e uma pequena parte desse acumulado é retirado como receita para o serviço (cobrança feita pelo site). O mercado de Fantasy por rodada é controlado principalmente pelos dois maiores sites do mundo, o DraftKings e o FanDuel, que receberam investimentos de capital de risco de várias empresas, incluindo times esportivos e emissoras, e se tornaram conhecidos por suas campanhas agressivas de marketing, com ênfase em grandes prêmios em dinheiro. Recentemente os CEO's dos dois sites anunciaram uma possibilidade de fusão das marcas.

### Esporte Fantasy no Brasil e sua breve história
A história do Esporte Fantasy no Brasil é bem recente. Tudo começou com o lançamento do maior caso de sucesso do gênero no Brasil, que é o Cartola FC. em 2005. O Fantasy é organizado pelo canal SporTV, com foco no futebol brasileiro. O Cartola FC é também conhecido como o "Fantasy Game oficial do Campeonato Brasileiro." Em 2008 o website do jogo virtual alcançou a expressiva marca de 300 mil usuários cadastrados, em apenas 3 anos de existência.
O Cartola FC permite ao usuário a criação de uma equipe com onze jogadores e um técnico que atuam no Campeonato Brasileiro de Futebol da primeira divisão. A partir de um montante inicial de 100 cartoletas, a moeda virtual do jogo, é possível armar um time com até 7 opções distintas de esquemas táticos. A cada rodada, conforme o desempenho dos jogadores escalados por você, eles valorizam (caso tenham desempenho positivo) ou desvalorizam (caso tenham desempenho negativo) e você pode ter mais cartoletas ou menos a cada rodada para montar seu time.
Com o crescimento da popularidade dos Esporte Fantasy no Brasil e pensando em trazer a mesma experiência que os sites americanos oferecem para seus jogadores com o Fantasy jogado por rodada, um grupo de empresários e amantes dos Fantasy Sports criou o site Brazuca FC, que foi inaugurado em 15 de novembro de 2015 e já realizou algumas disputas de Esporte Fantasy com prêmios em dinheiro real. . Atualmente o site encontra-se fora do ar, as ultimas ligas foram realizadas em 2019.
Para suprir uma demanda por um Fantasy diário brasileiro e com premiação relevante surgiu o Rei do Pitaco. Desde 2019 operando a Sportstech brasileira já distribuiu mais de 100 milhões de reais em prêmios. O jogo conta com disputas de futebol, incluindo vários campeonatos (Estaduais, Libertadores, Champions League, Brasileirão, sulamericana, série B, La Liga, entre outros), mas no futuro terá outras modalidades esportivas como UFC, NFL, NBA, E-Sports e Poker.

## Visão geral da indústria

### Tamanho da indústria
Em maio de 2015, a empresa de pesquisa australiana IBISWorld relatou que o Esporte Fantasy era uma indústria de valor na casa de US$ 2 bilhões, experimentando um crescimento anual de 10,7% e empregando 4.386 pessoas. Em setembro de 2015, a Fantasy Sports Trade Association (FSTA) estima que 56,8 milhões de pessoas jogaram Esportes Fantasy em 2015 nos EUA e Canadá.
No Brasil, utilizando os dados fornecidos pelo Cartola FC e sua maior liga, a Nacional, os números mostram que no ano de 2016 havia mais de 7 milhões de times registrados. Nesse ano o Cartola FC bateu recordes de escalação em várias rodadas e chegou a ter quase 3 milhões de equipes escaladas em apenas uma rodada do Campeonato Brasileiro.

### Crescimento do mercado
Um estudo prévio realizado pela FSTA, em 2013, mostrou que nos EUA haviam 33,5 milhões jogadores de Esporte Fantasy contra o mesmo estudo de 2011 que mostrou 3,1 milhões. Um estudo de 2006 mostrou que 22% dos americanos adultos com idade de 18 a 49 anos de idade, com acesso à Internet, jogaram Esporte Fantasy. Fantasy Sports tem impacto econômico anual estimado entre U$ 3 a 4 bilhões em toda a indústria de esportes. Desde 2011 o crescimento anual de jogadores de Esporte Fantasy tem sido na casa dos 25% e com a ajuda da mídia e do crescente mercado de Esporte Fantasy, os sites de Daily Fantasy Sports FanDuel e DraftKings foram capazes de gerar mais de 300 milhões de dólares em investimentos de empresas como Comcast, NBC Sports e Time Warner. O novo desenvolvimento de Fantasy jogado por rodada é onde o maior crescimento em gastos por jogador pode ser visto, ele saltou de $5 por jogador em média em 2012 para $ 257 por jogador em 2015.

### Crescimento no Brasil
Um estudo realizado pela empresa TechNavio sobre as expectativas do mercado de Fantasy Sports no Brasil entre os anos de 2016-2020 são muito animadores. Nesse estudo, lançado em fevereiro de 2016, eles fazem uma projeção de que o mercado de Fantasy Sports terá um valor de mais de U$1,5 bilhão em 2020, com crescimento anual de 20%.
E não apenas de Esporte Fantasy de Futebol, no estudo eles falam de várias modalidades esportivas que são do gosto dos fãs de esporte do Brasil e também da implantação de sites que ofereçam os Daily Fantasy Sports (jogado por rodada). E isso já é uma realidade no Brasil, com o surgimento do Brazuca FC, que é o primeiro site brasileiro de Esporte Fantasy jogado por rodada.
Esse crescimento fez com que no Brasil, assim como nos EUA, surgisse uma indústria toda por trás dos sites de Esporte Fantasy como sites de notícias, dicas de escalação, de análise de jogadores e estratégias. Os maiores expoentes com relação e que trabalham exclusivamente com o Cartola FC são o Dicas Cartola, Cartola FC Mix, Cartola FC Dicas e Cartola CFDS. Já o site Mundo Fantasy não fala exclusivamente de Cartola FC, ele aborda várias modalidades esportivas de Fantasy e não fala só do mercado e notícias do Brasil, mas também dos EUA e Europa, sendo, assim, o site mais completo sobre Fantasy Sports (Esporte Fantasy ou Fantasy Game) do Brasil.

## Experiência dos jogadores e patrocinadores
Fãs de Esporte Fantasy são considerados um público ideal para os anunciantes não apenas das ligas esportivas, com o intuito de aumentar a audiência nas transmissões esportivas, mas também de empresas que queiram divulgar seus produtos e se relacionar com os jogadores de Fantasy. Os fãs de fantasy sports são um público jovem e com bom poder aquisitivo, eles veem os esportes ao vivo, o que significa que eles também veem aos comerciais, e eles vão assistir a um jogo, mesmo que ele não seja competitivo, porque ele tem um jogador escalado na sua equipe de Fantasy que está jogando essa partida. Enquanto um fã de esporte tradicional costuma acompanhar e assistir apenas uma equipe, que é a sua preferida, os fãs de Esporte Fantasy assistem mais jogos, uma vez que seus jogadores podem estar em diferentes equipes e faz parte do estudo diário em descobrir bons jogadores para escalar em sua equipes.
No caso do Brasil, que tem o Cartola FC como principal Fantasy Game do país, não é raro vermos torcedores escalando jogadores do time adversário ou escalando jogadores que irão jogar contra sua equipe do coração. As discussões em sites e redes sociais sobre quem escalar em cada posição sempre são muito acaloradas e movimentam muito o mercado de Fantasy no Brasil. Sendo o maior Fantasy nacional, o Cartola FC já teve como patrocinadores importantes empresas como Vivo, Itaú, Magazina Luiza, Listerine, Volkswagen, Adidas entre outros.

## Questões legais nos Estado Unidos

### Lei federal relacionada ao Fantasy Sports
O Ato de Execução de Jogo Ilegal de Internet de 2006 (UIGEA) foi decretado como parte da "Agenda de Valores Americana" de 2006 e foi adicionado como uma emenda ao ATO DE PORTO SEGURO não relacionado. A UIGEA geralmente proíbe transferências de fundos para empresas envolvidas em apostas ilegais na Internet. No entanto, a UIGEA não define por si própria as apostas ilegais na Internet  e expressamente se abstém de alterar a legalidade de qualquer comportamento subjacente que não as transferências de fundos.
Embora o ato não altere a legalidade de qualquer atividade específica permitida ou proibida por outras leis, contém algumas isenções expressas às suas proibições de transferência de fundos. Uma dessas isenções das proibições da UIGEA é para que os fantasy sportsatendam a certos critérios. Especificamente, fantasy sports que são baseados em equipes de múltiplos atletas reais de várias equipes, que têm prêmios estabelecidos antes do início do evento, que usam a habilidade dos participantes para determinar o resultado, estão isentos da definição de uma aposta ou aposta ilegal, que é a base para exigir que os bancos identifiquem e bloqueiem transferências de fundos. De acordo com o congressista Leach, um dos autores da UIGEA, isenções, particularmente para Fantasy Sports, foram incluídas para aliviar o fardo de execução em bancos e a UIGEA não tornou fantasy sports ilegal, já que os fantasy sports são considerados jogos de habilidade e não apostas desportivas.

## Questões legais nos Brasil

### Lei de contravenções penais
A Lei de Contravenções Penais art. 50, parágrafo 3º, de 3 de outubro de 1941, proíbe, em sua essência, estabelecer ou explorar jogo de azar em lugar público ou acessível ao público, mediante o pagamento de entrada.
São considerados jogos de azar: o jogo em que o ganho e a perda dependam exclusiva ou principalmente da sorte; as apostas sobre corrida de cavalos fora de hipódromo ou de local onde sejam autorizadas; as apostas sobre qualquer outra competição esportiva.
Dado isso e levando em consideração que o Esporte Fantasy é considerado mundialmente como jogo de habilidade, assim como o Poker e o Xadrez, podemos dizer que no Brasil é totalmente legal participar de competições e torneios de Esporte Fantasy sejam eles gratuitos ou pagos, uma vez que o formato do jogo é baseado na habilidade do jogador e não na sorte deste  
No Brasil, Miguel Reale Júnior, renomado jurista e ex- Ministro da Justiça deu um parecer sobre o pôquer, que se enquadra muito bem no caso do Esporte Fantasy. No parecer ele diz que “... o jogo é de azar, portanto, proibido no Brasil, se depende exclusivamente ou principalmente da sorte na determinação do resultado”. Ainda sobre a lei de contravenções penais ele discorre sobre as aposta em competição esportivas de terceiros “O que se proíbe são apostas de terceiros sobre o resultado a ocorrer em competição esportiva...” e nos fantasy sports não ocorre apostas sobre resultados de competições esportivas, pois escala-se os jogadores independentemente do resultado de uma partida e a sorte não é fator exclusivo nem principal na determinação do resultado de uma disputa de esporte fantasy.